# Aleksei Fiódorov (partisà)
Aleksei Fiódorovitx Fiódorov (ucraïnès: Олексій Федоров; rus: Алексей Фёдоров; 30 de marc de 1901 – 9 de setembre de 1989) va ser un líder partisà soviètic durant la Gran Guerra Patriòtica. Va rebre en dues ocasions el títol d'Heroi de la Unió, sent un dels dos únics caps partisans en rebre-ho (l'altre va ser el seu compatriota ucraïnès Sidir Kovpak).

## Biografia
Aleksei Fiódorov va néixer a prop de Dnipropetrovsk, a una família camperola ucraïnesa. El 1920 s'uní a l'Exèrcit Roig, combatent a la Guerra Civil Russa. El 1927 s'afilià al Partit Comunista i el 1938 esdevingué primer secretari de l'organització del Partit a l'óblast de Txernihiv.
Després de la invasió alemanya de la Unió Soviètica, Fiódorov es convertí en un important organitzador de la resistència clandestina a la Ucraïna ocupada. Durant l'hivern de 1941-42 comandà la Unitat Partisana Txernigov, que al març de 1942 s'havia enfrontat en 16 ocasions contra els alemanys i havia matat prop d'un miler de soldats. Al maig de 1942 va rebre el títol d'Heroi de la Unió Soviètica i l'Orde de Lenin.
Durant la primavera i l'estiu de 1943, les unitats partisanes de Fiódorov van expandir les activitats de guerrilla a les regions ocupades de la Unió Soviètica, més enllà del nord-est d'Ucraïna, incloent-hi Volínia, Belarús, Briansk i Oriol.
Durant la llegendària operació del tren de Kòvel a la tardor de 1943 i l'hivern de 1943, les unitats de Fiódorov destruïren més de 500 trens de subministraments plens de munició, combustible, equipament militar i personal militar. Aleksei Fiódorov va ser promogut al rang de major general i, el gener de 1944, rebé una segona Estrella d'Or d'Heroi.
Després de la guerra, Aleksei Fiódorov encapçalà diverses organitzacions del Partit Comunista a diverses regions ucraïneses, incloent-hi els óblats de Jitòmir i Kherson. El 1957 esdevingué Ministre de Benestar Social al govern de l'RSS d'Ucraïna, sent diputat al Soviet Suprem de la Unió Soviètica durant molts anys.
Aleksei Fiódorov va morir el 9 de setembre de 1989 a Kíev. Al seu Dnipropetrovsk natal s'hi construí un monument en honor de l'heroi de la lluita partisana contra l'invasor nazi.

## Condecoracions
- Heroi de la Unió Soviètica (1942, 1944[2])
- Orde de Lenin (8)
- Orde de la Revolució d'Octubre
- Orde de Suvórov de 1a classe
- Orde de Bogdan Khmelnitski de 1a classe
- Orde de la Guerra Patriòtica de 1a i 2a classe
- Orde de la Bandera Roja del Treball
- Orde de l'Estrella Roja